# Cy (Zeichnerin)

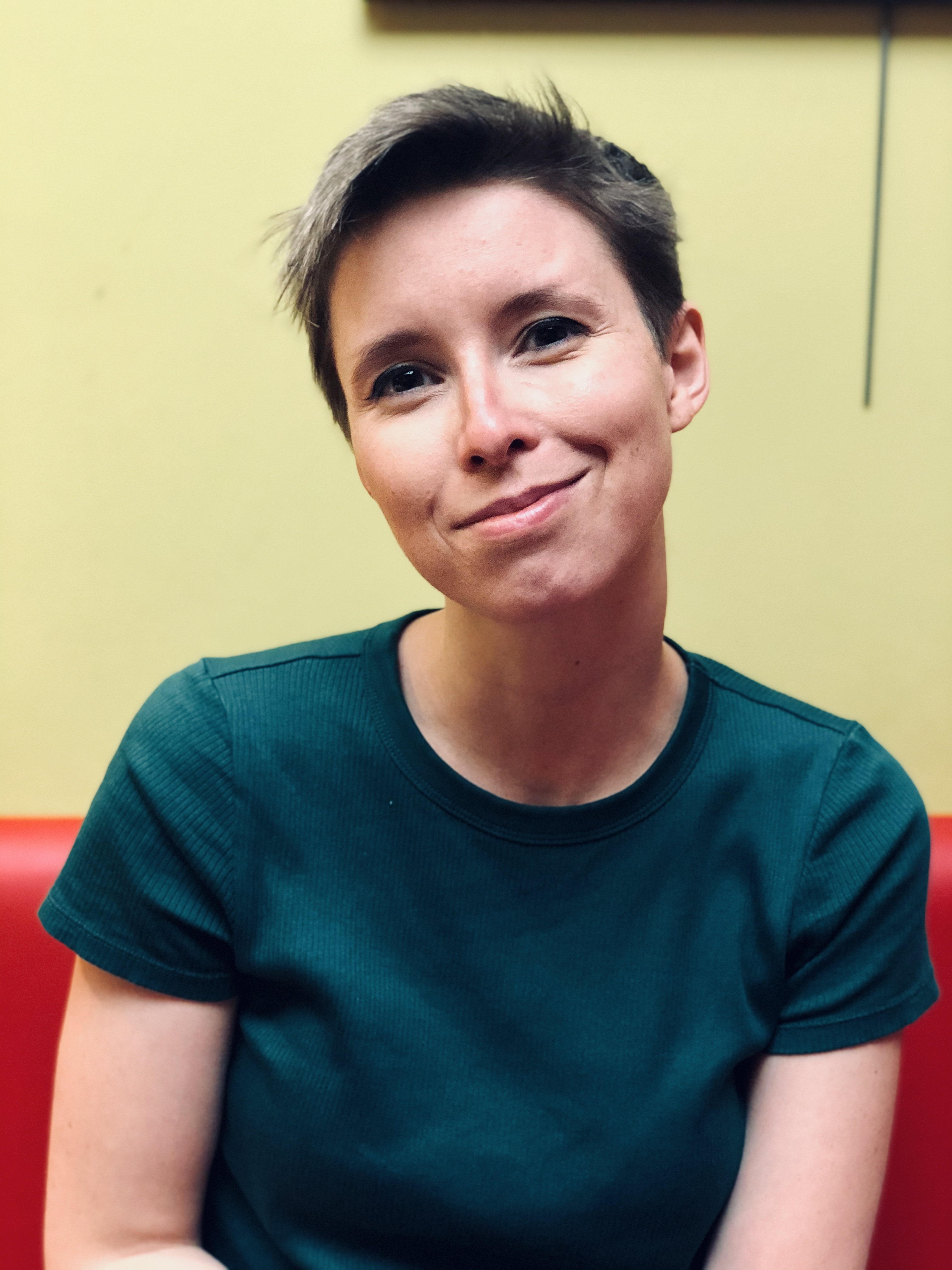
Cy, fotografiert 2020 anlässlich einer Signierstunde in Bordeaux

Cy, Künstlername von Cyrielle Evrard  (* 20. April 1990), ist eine französische Comiczeichnerin und -autorin. Sie veröffentlicht unter einer Abkürzung ihres Vornamens Cyrielle. Die deklarierte Feministin verhandelt in ihrem Schaffen private und politische Themen, eine Graphic Novel rückte die als Radium Girls in die Geschichte der USA eingegangenen Arbeiterinnen ins Zentrum.

## Werdegang
Cy wurde als Cyrielle Evrard geboren, als Künstlernamen wählte sie später eine Abkürzung ihres Vornamens. Kunst hat für sie seit ihrer frühen Jugend einen hohen Stellenwert. Sie trug sich mit dem Gedanken, eine Ausbildung zur Restaurateurin zu machen, entschied sich allerdings für eine Ausbildung in Visueller Kommunikation. Anschließend absolvierte sie einen Aufbaustudiengang in Illustration an der École de Condé in Paris.
Nach ersten Berufserfahrungen als Grafikdesignerin begann sie 2013 bei der feministischen Online-Mädchen- und Frauenzeitschrift Madmoizelle. Diesem Medium gab Cy zunächst als Art Director ein Gesicht und prägte es dann zusätzlich durch Visuelle Kolumnen. Ab 2015 betrieb sie zudem einen eigenen Youtube-Kanal. Bis Anfang 2016 erschienen ihre Zeichnungen unter dem Namen Cy.(prine), sie sorgten online für hohe Zugriffszahlen, nicht zuletzt aufgrund ihrer Thematik: Cy erkundete Sexualität abseits gesellschaftlicher Tabus, zugleich fernab von Klischees und Stereotypen der Pornografie. 2016 und 2018 erschienen ihre graphischen Kolumnen in Buchform. 2018 war Cy –  zu dem Zeitpunkt bereits seit zwei Jahren freiberuflich tätig – eine der Auskunftspersonen für die Internet-Serie Cher corps von Léa Bordier, 2019 war sie eine von zwölf Zeichnerinnen der Anthologie Cher corps in Buchform (hrsrg. von Léa Bordier, Éditions Delcourt) nach zwölf Gesprächen mit Frauen über ihren Körper.
Als Beiträgerin zur experimentell-bibliophilen Collection Façades veröffentlichte Cy 2020 Océanide: Der „poetische Tauchgang“ („plongée poétique“) enthält keinen Text, bis auf einen einzigen Satz von Charon am Ende der Geschichte.
Im selben Jahr erschien ihre Graphic Novel Radium Girls. Der Band greift den historischen Arbeitskampf von sechs Arbeiterinnen in den USA der 1920er-Jahre auf: Beim Auftragen der Leuchtfarbe Undark auf die Ziffernblätter von Armbanduhren waren die jungen Frauen und ihre Kolleginnen radioaktiv kontaminiert worden und sind unheilbar erkrankt. Sechs von ihnen gingen vor Gericht. Cy war eher zufällig auf die Überlieferung gestoßen und begann, sich mit der Geschichte zu befassen. Schließlich habe Guy Delisle sie in ihrem Vorhaben bestärkt, ein Comic über den Fall zu zeichnen und auch zu schreiben. Ein Anliegen von Cy war, die Biografien ihrer Protagonistinnen über den bloßen Status als Opfer hinaus festzuhalten. Das Album fand Resonanz auch außerhalb von Fach- und Szenemedien: Julien Baldassarra schrieb in Le Monde diplomatique, Cys Werk sei poetisch, zugleich witzig und traurig. Die fundierte Arbeit sei zugleich ein „Tauchgang“ in die Zeit der Années Folles zwischen Prohibition, Charleston und Frauenwahlrecht („Drôle, poétique et triste, ce roman graphique sérieusement documenté est aussi une plongée dans les Années folles, entre Prohibition, charleston et droit de vote des femmes.“) Christophe Bys (L'Usine Nouvelle) sprach von einer „grandiosen“ Arbeit und betonte, dass sowohl das Szenario („très bien écrit“) als auch die gestalterische Umsetzung mit nur acht unterschiedlichen Farbstiften überzeugend seien. Anlässlich der deutschen Ausgabe erinnerte Christian Schlüter in der Berliner Zeitung an die historischen Hintergründe des Comic: „Radium galt in der 20er-Jahren als Wundermittel: Kleidung, Kosmetik, Medizin – überall sollte der strahlende Leuchtstoff seine heilende Wirkung verbreiten.“ „Wie sie [=Cy] mit ihren Buntstiften vom tödlichen Leuchten erzählt, ist unvergesslich“, so Peter Pisa im Kurier. Für Steven Meyer bei fluter – Magazin der Bundeszentrale für politische Bildung wird die Geschichte „sehr düster und beklemmend“ dargestellt, der skizzenhafte Zeichenstil erscheint dem Rezensenten „manchmal auch ein bisschen zu einfach“. Inhaltlich wird kritisiert, dass Cy viele Themen, die auch heute noch von Bedeutung seien, nur kurz anreiße: „Statt so viel Zeit auf die Vorgeschichte ihrer Protagonistinnen zu verwenden“, so Meyer, „wäre es interessanter gewesen, von den Folgen des Rechtsstreits zu erzählen – schließlich prägt der die Rechte US-amerikanischer Arbeitnehmer:innen bis heute.“ Mathias Heller (NDR) fand, Cy passe sich „mit ihrem Zeichenstil dem grafischen, kantig wirkenden Stil der 1920er-Jahre an.“ Für ihn entfaltet Radium Girls „durch die erzählerische Kraft von Cys Bildern Seite für Seite einen fesselnden Sog, der einen nicht so schnell loslässt.“ Christian Endres (Die Zukunft) merkte zu einem Detail der Buchgestaltung – dieses findet sich sowohl in der Originalausgabe als auch in der deutschen – an: „Ob der dank (völlig unbedenklicher) Glow-in-the-Dark-Farbe im Dunkeln glühende Einband des Hardcovers nun pfiffig und plakativ, cool und witzig oder ein wenig makaber ist, müssen alle Lesenden selbst entscheiden“, wobei er selbst befindet: „Dieser Comic hätte auch ohne hinreichend geleuchtet.“ Eine Ausgabe in den USA ist für Frühjahr 2022 angekündigt.
Im Bereich des Comic-Journalismus wirkte Cy 2021 am Projekt Solidarité féministe von Oxfam France mit. Ihr Thema war die Situation der Frauen in Benin und die Ökologisierung der Baumwollproduktion.
Von 2021 an arbeitete Cy zum ersten Mal längerfristig mit einem Koautor („en tandem“) zusammen: Der Belgier Marc Dubuisson und sie hatten eine auf vier Bände angelegte Abenteuerserie „dans un univers fantasy piraterie“ konzipiert, der erste Band ist für Herbst 2022 bei Glénat angekündigt. Im Mittelpunkt des Projekts steht die achtjährige Ana, die sich unfreiwillig an Bord des Schiffes von Christoph Columbus wiederfindet.
Große Wertschätzung bringt Cy der Arbeit von Tillie Walden und von Manuele Fior entgegen. In einem Porträt in Madame Figaro erzählte sie, dass man ihr gegenüber oft, quasi anerkennend, geäußert habe, sie mache „keine Mädchen-Comics“ („On m’a souvent dit que je ne faisais pas «de la BD pour filles», comme si c’était un compliment, comme si cela voulait dire quelque chose.“) Cy allerdings ist der Auffassung, es gibt nur „Comics für Leute“ („de la BD pour des gens“). Sie ruft dazu auf, sich von „ultranormativen“ Klassifizierungen abzuwenden und findet, das wäre ein Fortschritt nicht nur in ihrem Metier, sondern ganz generell. („Cessons de mettre les humains dans des petites cases de genre ultranormées. Ce sera une très nette avancée pour mon métier mais aussi pour tout le monde.“)

## Werke
- Le vrai sexe de la vraie vie. Éditions Lapin, Villeurbanne, 2016, ISBN 9782918653837.

- Le vrai sexe de la vraie vie, tome 2, Éditions Lapin, Villeurbanne, 2018, ISBN 9782377540013.

- Océanide. Éditions Polystyrène, 2020, ISBN 979-10-90180-26-0.

- Radium Girls, Éditions Glénat, Grenoble, 2020, ISBN 9782344033449. 
  - Deutsch: Radium Girls – Ihr Kampf um Gerechtigkeit. Aus dem Französischen übersetzt von Christiane Bartelsen. Carlsen Verlag, Hamburg, 2021, ISBN 978-3-551-76389-1.
  - Englisch: Radium Girls. Iron Circus Comics, Chicago, 2022, ISBN 978-1-945820-99-1.

## Erfolge
- 2021: Nominierung zum Prix ADAGP[22]
- 2021: Sélection Prix de la BD Fnac France Inter[23]
- 2021: Prix BD lecteurs[24]